# Etničke grupe Britanskog teritorija Indijskog oceana
Etničke grupe Britanskog teritorija Indijskog oceana, 2000 stanovnika (World Christian Database; 2008.)
- Angloamerikanci, 1700
- Britanci, 50
- Filipinci, 100
- Ilois, Chagosanci, 30